# Aeroportul Bird Island
Aeroportul Bird Island (IATA: BDI, ICAO: FSSB) este un aeroport din Bird⁠(d), Seychelles.
Situat la o altitudine de 5 m, aeroportul dispune de o singură pistă.